# Celâl Bayar
Pour les articles homonymes, voir Bayar.
Mahmut Celalettin Bayar, communément appelé Celâl Bayar, né le 15 mai 1883 à Umurbey dans le district de Gemlik et mort le 22 août 1986  à Istanbul, est un homme d'État turc, troisième président de la Turquie et chef du Parti démocrate (Demokrat Parti) ou DP. Il exerce la fonction de président de la république de Turquie de 1950 à 1960, jusqu’au coup d’État.
Il joue un rôle important pour la politique de son pays à 3 reprises : entre 1902 et 1922, dans les organismes du Comité Union et Progrès et dans la résistance à l'occupation grecque ; entre 1924 et 1938, dans les milieux dirigeants de la Turquie ; et entre 1946 et 1960 comme fondateur du Parti démocrate, et comme président.

## Biographie

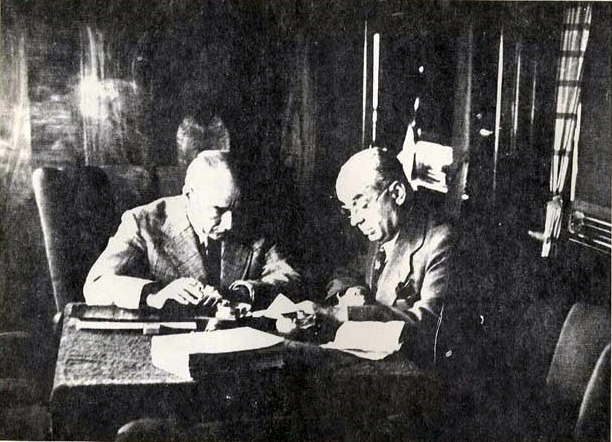
Celâl Bayar (à droite) en 1937 avec Kemal Atatürk.

### Enfance et resistance à l'occupation grecque
Né à Umurbey, près de Bursa, dans une famille originaire de Bulgarie émigrée en 1877, Celâl Bayar entre à la Banque Agricole de Bursa, puis à la Deutsche Bank.
En 1908, Bayar commence sa vie politique en devenant membre du Comité Union et Progrès, et deviendra le secrétaire général, avant d'être muté à Izmir (Smyrne), pour y occuper le même poste de responsabilité avant la dissolution du Comité fin 1918.
Pendant cette décennie, il est membre de son organisation secrète, la Teskilat-i Mahsusa. Il est particulièrement impliqué dans le processus de création d’une bourgeoisie turque musulmane destinée à remplacer celle existante et cosmopolite des Chrétiens ottomans et ceci l’amène à prendre des positions hostiles aux minorités chrétiennes de l’Empire. En 1911, la première action clandestine significative de Bayar est de menacer et de propager l’effroi parmi les Grecs ottomans vivant en Anatolie occidentale, en employant des forces informelles qui les incitèrent à émigrer pour la Crète ou pour d’autres régions de Grèce, c’est-à-dire loin de l’Asie mineure que les dirigeants de Comité Union et Progrès commencent à considérer, après les guerres balkaniques, comme « le foyer national turc »[réf. nécessaire]. Le succès qu’il rencontre dans cette entreprise lui permet de gravir rapidement les rangs du parti mais provoque également son emprisonnement par les Britanniques après la Première Guerre mondiale.
Après sa libération, Bayar rejoint l’Assemblée nationale turque pour devenir l’un de ses membres les plus indéboulonnables. En 1919, il s'inscrit au parti de la Rénovation, nouvellement fondé, et à l'Association pour la défense des droits ottomans, à la suite de l'occupation d'Izmir par les Grecs le 15 mai 1919. Il entre dans un groupe de résistance et est élu député de Manisa au dernier Parlement ottoman, où il intervient en faveur de la lutte nationale.

### Banquier et Ministre des Financiers
Passé du côté des nationalistes en 1920, il représente la région de Bursa à la première Grande Assemblée nationale.
Fin 1920, il devient ministre par intérim de l'Économie dans le gouvernement kémaliste, avant de devenir titulaire du poste en février 1921, et participe en tant que conseiller de la délégation turque à la conférence de la rédaction du Traité de Lausanne. Entre 1923 et 1924, il travaille dans le secteur privé et est élu député d'Izmir à la deuxième Grande Assemblée nationale
En mars 1924, il est nommé ministre du Commerce, du Développement et de l'Habitat dans le cabinet constitué par Ismet Pacha en mars 1924. Jouissant d'une solide réputation d'économiste et de spécialiste des problèmes financiers, il abandonne ses fonctions ministérielles à la demande de Mustafa Kemal, et fonde İşbankası, la plus grande banque privée de Turquie, dont il est le directeur général de 1924 à 1932. Sa banque travaille avec beaucoup de capitaux privés, favorable à un type d'économie mixte mi-privé, mi-public, dans un contexte où le communisme prend de l'ampleur. Il se heurte alors au ministre de l'économie, Mustafa Seref, partisan d'une économie étatique.
En 1932, il revient dans la vie politique comme ministre des Finances jusqu'en octobre 1937. Durant cette période, il met sur pied le premier plan quinquennal industriel, organise l'Institut de développement agricole et l'Office des produits de la terre, fonde la Sumerbank et l'Etibank, destinées à faciliter le développement des industries d'extraction et de production industrielle.
Celâl Bayar défend et pratique l'étatisme, mais, à la différence d'Ismet Inönü, il y voit une politique provisoire, adaptée aux nécessités particulières de la Turquie dans les années 1920 et surtout 1930.

### Premier ministre puis présidence
À la suite de la démission d'İnönü de son poste, il est nommé Premier ministre par Atatürk le 25 octobre 1937. Il garde ce poste jusqu'à la mort d'Atatürk le 10 novembre 1938, et décide de démissionner, mais à la demande du nouveau président İnönü, il constitue un nouveau cabinet jusqu'en 25 janvier 1939. L'entente entre les deux hommes, qui n'a jamais été très grande, ne dure pas. Celâl s'en va au bout de 2 mois et demi.
Il est élu député d'Izmir (1939-1943 et 1943-1946). À l'issue de la Seconde Guerre mondiale, la Turquie change de régime politique et passe du monopartisme au pluripartisme. 
Le 7 janvier 1946, il crée le Demokrat Parti (DP) avec 3 autres députés, Adnan Menderes, Refik Koraltan et Fuad Koprülü. Ce parti est créé parce qu'ils avaient exprimé leur désaccord avec le Parti républicain du peuple. L'idéologie se veut libéral en matière économique, et ouverte au niveau des religions.
Aux élections de 1946, ils réussissent à avoir 61 députés, et grâce à une campagne de propagande qui touche les milieux paysans et religieux, le DP remporte les élections législatives du 14 mai 1950 de manière éclatante, avec 393 députés. Le 22 mai 1950, Bayar est alors élu président de la République. Son mandat est renouvelé en 1954 et en 1957.
Sa politique libérale est immédiatement mise en application. Des avantages multiples sont accordés aux agriculteurs, les sociétés étrangères sont invitées à investir en Turquie, les règles strictes de laïcités sont adoucies, au point qu'une réaction religieuse apparait.
Au niveau de la politique étrangère, il est favorable à une intégration plus large dans l'Europe et le monde occidental. En septembre 1951, la Turquie est admise dans l'OTAN grâce à lui.
La Turquie signe le pacte balkanique avec la Grèce et la Yougoslavie, pacte qui ne résiste pas à la crise de Chypre et au neutralisme de la Yougoslavie. En février 1955, la Turquie participe au pacte de Bagdad.
Mais le libéralisme de Adnan Menderes ne conduit pas aux résultats escomptés et sa mégalomanie le conduit à promulguer des lois anti-démocratiques pour conserver le pouvoir. Il est ultérieurement reproché à Celâl Bayar de ne pas s'être opposé à la promulgation de ces lois, et d'être intervenu de façon partisane lors des campagnes électorales de 1954 et 1958.

### Coup d'état et procès
Il est renversé le 27 mai 1960 par un coup d'État militaire mené par le général Cemal Gürsel et envoyé, le 10 juin, avec Adnan Menderes et d'autres membres du gouvernement et de son parti devant une cour militaire sur la petite île de Yassıada dans la mer de Marmara. 
Lui et 15 autres membres du parti sont accusés de violer la constitution et sont condamnés à mort, le 15 septembre 1961, par la Haute cour de justice. Le gouvernement militaire confirme la peine pour Menderes et ses ministres Fatin Rüştü Zorlu et Hasan Polatkan, mais la peine de Bayar est commuée en emprisonnement à vie en raison de son âge avancé. Bayar est écroué, mais libéré le 7 novembre 1964 du fait de sa mauvaise santé. Il est amnistié en 1966, mais il préfère rester en dehors de la vie politique, se consacrant à la rédaction de ses volumineuses mémoires.
Il meurt à l'âge de 103 ans et est enterré dans son village natal, Umurbey, dans la province de Bursa, où l'on peut voir son mausolée, sa maison natale, ainsi que sa statue sur la place principale. À sa mort, il est le seul président de Turquie à ne pas être issu de la classe militaire.

## Ouvrages de Celâl Bayar
- Ben de Yazdım (« Moi aussi j'ai écrit »), Istanbul, huit volumes, 1965-1972 ; rééd. 1997.

## Distinctions
- Grand-croix de l'ordre du Mérite de la République fédérale d'Allemagne en 1954
- Membre de l'Ordre de l'Étoile de Yougoslavie
- Legion of Merit américaine
- Docteur honoris causa de l'université de Belgrade
- Docteur honoris causa de l'université libre de Berlin
- L'Université Manisa Celal Bayar (en) est nommé en son honneur